# Mars-500

Logomarca do projeto

Mars-500 (ou Marte-500) foi um experimento russo, realizado pelo Instituto de Problemas Biomédicos da Academia Russa de Ciências, de Moscou, que teve início em novembro de 2007 e foi concluído em novembro de 2011.

## Objetivos

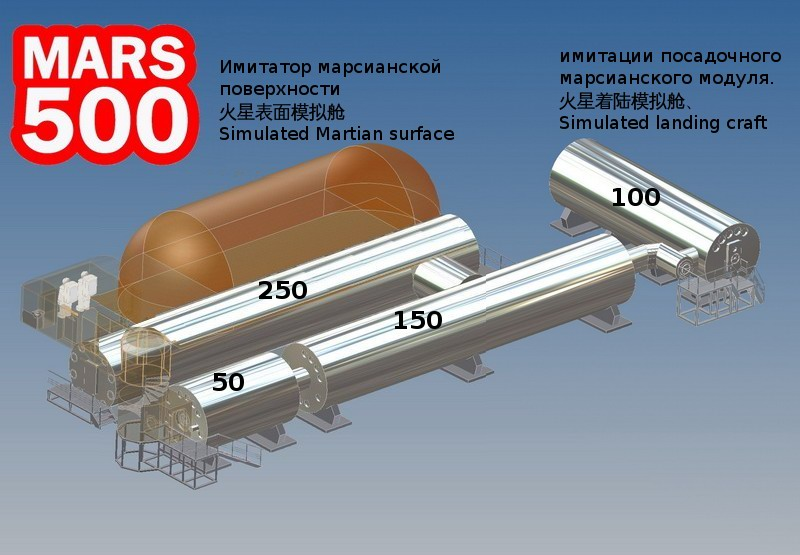
Instalações para o experimento

Estudar a interação do sistema "homem - meio ambiente", obtendo dados experimentais sobre o estado de saúde, cognição e capacidade de trabalho de uma equipe de seis pessoas, ao permanecer por um longo tempo em condições de isolamento em um ambiente hermético.
A equipe permaneceu confinada em um espaço limitado, simulando as principais peculiaridades de uma viagem a Marte, com recursos de consumo limitados. O número "500" se refere ao número aproximado de dias de confinamento.
Uma das tarefas do projeto foi determinar se tal voo seria possível do ponto de vista psicológico e fisiológico (no nível admissível de simulação) e definir os requisitos necessários para uma expedição a Marte.

## Experimento
O experimento foi dividido em três etapas:
- Confinamento por 14 dias (completada em novembro de 2007);
- Confinamento por 105 dias (completada em julho de 2009);
- Confinamento por 520 dias (completada em novembro de 2011);

As instalações do projeto ficarão no Instituto de Problemas Biomédicos da Federação Russa, em Moscou. A viagem terá três grandes fases: a simulação da viagem de ida (que levaria cerca de 250 dias), da chegada e permanência em Marte (30 dias) e da viagem de volta à Terra (240 dias). Essas seis pessoas vão trabalhar como astronautas de verdade. A comida e a água vão ser as mesmas colocadas no primeiro dia. 

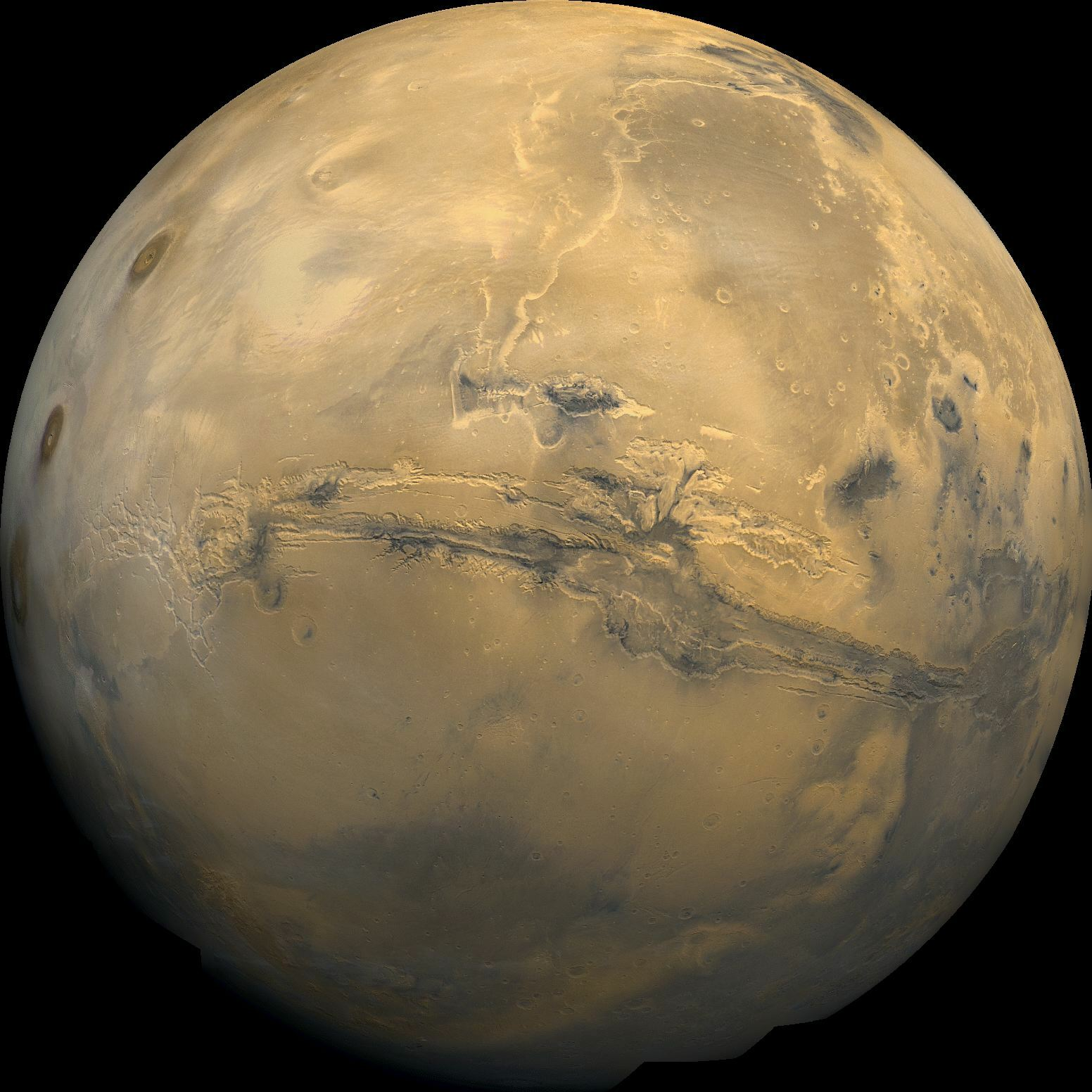
Essa é uma imagem de Marte

## Comunicações
As pessoas do módulo terão que se comunicar por rádio, e a comunicação terá um atraso de vinte minutos, que é o tempo que leva para uma mensagem de rádio chegar a Marte. Isso quer dizer que se ocorrer alguma emergência deverão resolvê-la sozinhos. Quando a construção da Estação Espacial Internacional se finalizar, devem surgir missões tripuladas a Lua e a Marte, porque são os próximos passos da exploração espacial. O projeto também pode ajudar a testar e escolher ferramentas e os procedimentos operacionais envolvidos em um projeto desse tipo. O projeto russo vai ter ajuda da ESA (sigla em inglês de Agência Espacial Européia). A responsável pela participação da ESA é Jennifer Ngo-Anh.

## Módulo, instalações e solução de problemas
As instalações devem imitar o ambiente de uma nave espacial real. Por isso a imitação inclui limitações de espaço e recursos (água e comida), perda da observação da Terra como referência visual, perda da intensidade da luz solar e mudança significativa do ciclo dia/noite ou luz/escuridão. Devem ocorrer muitos testes psicológicos entre a equipe, como, testes de isolamento, do confinamento, da composição da equipe, das diferenças socioculturais entre os tripulantes e outros fatores ou testes que incluem fatores humanos, individuais e coletivos. Iniciativas assim devem testar o funcionamento de equipamentos e a comunicação entre os tripulantes e o controle da missão na Terra. O problema dos módulos que vão simular uma nave espacial é a falta de gravidade, que para problemas assim devem ser resolvidos com um longo tempo de exercícios de musculação para fortalecer os músculos e os ossos, para que eles não fiquem fracos e frágeis pela falta de força no espaço. As instalações são divididas em quatro módulos. O módulo um abrigará equipamentos para exames médicos e telemédicos de rotina, de laboratório e de investigações diagnósticos; é um laboratório médico. No módulo dois ficarão as seis cabines que acomodarão os astronautas, mais cozinha, sala de jantar, sala de estar, banheiro e sala de controle. O módulo três é o simulador de aterrissagem e será usado apenas durante a fase de "pouso", acomodando até três tripulantes. O módulo quatro será dividido em quatro compartimentos: freezer para os alimentos, armazenamento de não-perecíveis, estufa e sala de ginástica com sauna. Na simulação, a nave terá um tanque de oxigênio e um reservatório de água no lado de fora. Os tripulantes ficarão completamente isolados durante os 520 dias. A água, comida e o ar que forem colocados ali precisarão durar até o fim do treinamento, como em uma viagem real a]Marte.
A área onde os astronautas vão viver a maioria do tempo chega a 550 metros cúbicos (cúbicos, porque simula uma nave espacial, na qual, pela ausência de gravidade, todo o espaço pode ser usado). O tamanho é ótimo para uma casa ou um apartamento, mas é pequeno demais para que seis pessoas vivam 520 dias. Cada módulo tem uma função exclusiva e essencial. Existe um quinto módulo, ele é externo e é "Marte". Quando os tripulantes chegarem na segunda fase do projeto, três tripulantes serão selecionados para simular os trabalhos no planeta. Na vida real, se houver uma disputa para quem vai pisar em Marte, será uma disputa entre astronautas de todo o mundo. Na simulação do Mars500, os tripulantes da "nave" vão ter que ficar trinta dias em suas camas, com a cabeça abaixo do corpo. Esse procedimento é para simular fisiologicamente alguns efeitos da gravidade reduzida.
Com esses procedimentos os cientistas podem estudar os muitos fenômenos que ocorrem quando se permanece sem gravidade, como o aumento de fluidos do corpo e a redistribuição de peso no corpo. Os astronautas deverão ficar dessa maneira porque não há outra possibilidade de simular a falta de gravidade na Terra (não de longos prazos de tempo). A falta de gravidade é um dos principais problemas de uma missão espacial de longa duração. Na falta de gravidade na Estação Espacial Internacional os astronautas se exercitam, para que os ossos não se enfraqueçam e os músculos não diminuam. Um astronauta da ISS só passa seis meses no máximo no espaço, e a missão ao planeta Marte pode demorar 520 dias, por isso os astronautas devem fazer muito mais exercícios físicos.

## Alguns problemas psicológicos e físicos
A NASA pede atualmente mais ideias sobre o que fazer quando um astronauta adoecer ou morrer em uma viagem à Marte. O que os cientistas querem saber é o que fazer quando um órgão de um tripulante falhar, quando um tripulante perde uma ou algumas partes do corpo, se eles se machucarem seriamente, etc. Os médicos que vão para a missão a Marte e às instalações na Rússia não são suficientes para que todas as enfermidades sejam curadas ou todos os problemas médicos sejam resolvidos. Assim, deste modo, a solução seria voltar para casa rapidamente, mas isso é muito difícil de se fazer, por ser o combustível da nave contado e a trajetória da nave depender da gravidade dos corpos celestes por perto. Outro problema é que se a missão a Marte for tripulada, deverá levar tripulantes do mesmo sexo. Isso porque a desigualdade dos sexos pode causar pequenos ou grandes problemas psicológicos entre a equipe. Outro problema muito pesquisado é o fato da diferença física e mental entre os jovens e os mais idosos. Os mais jovens podem ter mais resistência contra doenças, os mais idosos tem mais experiência, a radiação espacial pode causar infertilidade e problemas no óvulo e no espermatozoide, fazendo com que os astronautas mais velhos, que já tiveram filhos, tenham menos chances de sofrer prejuízos neste caso.

## Tripulação e missão
A seleção para o Mars500 deve ser rigorosa. A seleção vai ser internacional e as pessoas deverão falar russo ou inglês. Para entrar na disputa pela vaga tem que ter entre 25 e 50 anos de idade. A tripulação tem que ter formação universitária e especialização em engenharia, biologia, medicina ou ciência da computação. Eles também têm que saber como tratar problemas de primeiros socorros. Em dezembro de 2007 vai começar a operação de máquinas para dar os últimos ajustes técnicos. Qualquer um pode se alistar, mas tem que ter todas as especializações necessárias para ser um dos tripulantes.

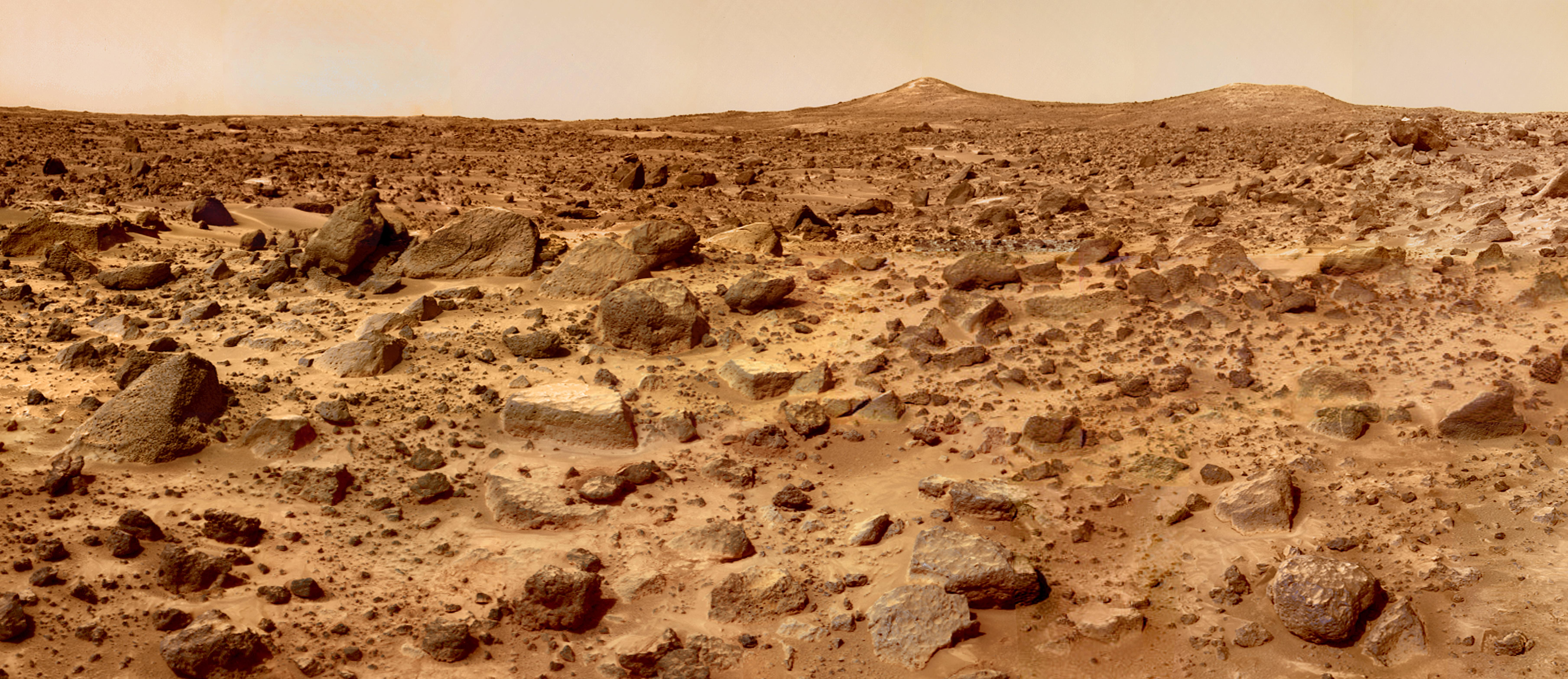
Imagem do solo marciano. Marte é vermelho e pedregoso